# Plata
För medeltidsätten, se Plata (ätt).
Plata är en rustningsdel som består av flera stora metallplattor som är fästa på tyg eller läder. Den bärs ofta som överdragsrustning utanpå en ringbrynjeskjorta. Den täcker bålen och magen, ibland även ryggen och var som vanligast i början och mitten av 1300-talet.
Ett Visbyharnesk eller Visbypansar är en typ av plata som användes i slaget vid Visby 1361. Benämningen kan endera syfta på de faktiska rustningslämningar som hittades i massgravarna på Korsbetningen i Visby eller på en nutida replika av en sådan rustning.